# Renk (ort)
Renk är en ort i Sydsudan, huvudort i länet med samma namn. Den ligger i delstaten Övre Nilen, i den nordöstra delen av landet, 800 kilometer norr om huvudstaden Juba. Renk är en hamnstad på östra sidan av Vita Nilen.